# Euskal Irrati Telebista
La Euskal Irrati Telebista (pron. basca: [eus̺kal irat̪i t̪elebis̺t̪a]; EITB, lett. "Radiotelevisione Basca") è un'azienda pubblica televisiva e radiofonica spagnola appartenente alla comunità autonoma dei Paesi Baschi. Il suo marchio principale è Euskal Telebista (ETB).
EiTB è il principale gruppo di media nella Comunità autonoma basca della Spagna con quattro canali televisivi nazionali e cinque stazioni radio. I loro canali sono trasmessi in tutto il Paese Basco e persino nei territori vicini come Burgos (in Castiglia e León), Cantabria, Huesca (provincia) e Saragozza, La Rioja e Pirenei Atlantici. Funziona dal 1982 e durante questo periodo si è affermata come una grande organizzazione mediatica, connettendosi con oltre un milione di persone ogni giorno. La maggior parte delle trasmissioni dell'EiTB si occupano di notizie e intrattenimento locali.

## Storia
Durante la Spagna franchista, il mondo basco aveva una voce indipendente, Radio Euskadi, che operava su onde corte da due continenti.
Il 20 maggio 1982 il parlamento basco approvò all'unanimità la legge che istituiva Euskal Irrati Telebista e il 23 novembre il canale radio Euskadi Irratia iniziò a trasmettere. ETB, da parte sua, ha raggiunto le case basche alla mezzanotte del 31 dicembre 1982 con una presentazione del Lehendakari Carlos Garaikoetxea e i suoi programmi sono stati regolarizzati a partire dal 16 febbraio dell'anno successivo. All'epoca circa 30 persone lavoravano nel centro ETB di Iurreta per fornire programmi esclusivamente in lingua basca.
Diversi anni dopo ETB 2, il secondo canale televisivo di punta, iniziò le operazioni il 31 maggio 1986 trasmettendo in spagnolo, e attualmente ha altri due canali internazionali.
In seguito all'implementazione della televisione digitale terrestre, il governo basco ha permesso all'IEB di creare due nuovi canali televisivi digitali. Il primo, ETB 3, ha iniziato a trasmettere nell'ottobre 2008, offrendo programmi per bambini e ragazzi in basco. Il secondo, ETB 4, doveva inizialmente essere un canale di notizie bilingue, ma in seguito è stato ridefinito come canale sportivo, ed è stato successivamente lanciato ufficialmente il 29 ottobre 2014.
Il gruppo EiTB ha anche cinque stazioni radio con oltre 300.000 ascoltatori ogni giorno - rispettivamente Euskadi Irratia, Radio Euskadi, Radio Vitoria, Euskadi Gaztea ed EiTB Musika.